# Ignati Kazakov
Ignati Kazakov (în rusă Игнатий Николаевич Казаков; n. 1891, gubernia Basarabia, Imperiul Rus – d. 15 martie 1938, Moscova, RSFS Rusă, URSS) a fost un medic și om de știință medical sovietic, director al Institutului de Cercetare de Stat pentru Metabolism și Tulburări Endocrine din cadrul Comisariatului Poporului pentru Sănătate al URSS.
A fost cunoscut pentru dezvoltarea teoriei și practicii „terapiei cu lizat” ca metodă de întinerire a corpului. A tratat demnitari de rang înalt sovietici, datorită cărui fapt, a avut patroni printre bolșevici proeminenți.

## Biografie
S-a născut în satul Tvardița din ținutul Bender, gubernia Basarabia, Imperiul Rus (acum în raionul Taraclia, Republica Moldova), într-o familie de bulgari basarabeni. 
A fost arestat la 14 decembrie 1937 sub acuzația de participare la o organizație antisovietică contrarevoluționară. La 13 martie 1938, în timpul procesului „Blocului (antisovietic) al troțkiștilor” (al treilea proces de la Moscova), a fost condamnat la pedeapsa capitală și la 15 martie a fost împușcat și înmormântat la poligonul Kommunarka din regiunea Moscovei. A fost reabilitat la 4 februarie 1988.
Kazakov a fost acuzat că l-a ucis (împreună cu doctorul în științe medicale Lev Levin) pe conducătorul OGPU (corp special de securitate de stat) Viaceslav Menjinski din ordinul comisarului Ghenrih Iagoda..
A fost de asemenea considerat (indirect) principalul vinovat pentru moartea prematură a celebrului artist Stepan Kuznețov, care a fost vaccinat cu un vaccin cu substanțe de liză prescris de Kazakov.

Din memoriile soției lui Ivan Gronski (figură publică sovietică, jurnalist și critic literar): 
„Kazakov a fost arestat. Ivan (Gronski) a avut o conversație majoră cu Stalin despre eliberarea lui Ignati Nikolaevici. Ivan a vorbit tăios cu Stalin. I-a sunat pe Molotov, Mikoian și Kalinin, dar nu a obținut niciun rezultat. Kazakov a primit douăzeci de ani de închisoare.”